# Rambo Amadeus
Antonije Pušić (14 de junio de 1963 en Kotor, Montenegro, antigua Yugoslavia), cuyo nombre artístico es Rambo Amadeus, es un músico, autor e intérprete de culto balcánico afincado en Belgrado, famoso en toda la antigua Yugoslavia. Se autodenomina "músico, poeta, y manipulador de los medios de comunicación". 
Sus canciones combinan letras satíricas sobre la naturaleza de la gente corriente y la futilidad de la política nacional. Mezcla distintos géneros musicales como el rock (que ha evolucionado hacia el drum and bass) con ironía autoconsciente. Su propio nombre artístico alude a John Rambo y Wolfgang Amadeus Mozart. En sus conciertos no se suelen repetir sus canciones tal como están editadas, sino que se mezcla música improvisada con humor crudo sobre todos los aspectos de la naturaleza humana. Algunos de sus fanes comparan su trayectoria artística con la de Frank Zappa o Captain Beefheart. 
Representó a Montenegro en el Festival de la Canción de Eurovisión 2012 que se celebró en Bakú, Azerbaiyán por elección de la radio-televisión pública RTCG. con la canción Euro Neuro 

## Discografía

### Álbumes de estudio
- 1988 - O tugo jesenja, PGP RTB
- 1989 - Hoćemo gusle, PGP RTB
- 1991 - Psihološko propagandni komplet M-91, PGP RTB
- 1995 - Muzika za decu, B92
- 1996 - Mikroorganizmi, Komuna
- 1997 - Titanik, Komuna
- 1998 - Metropolis B (tour-de-force), B92
- 2000 - Don't happy, be worry, Metropolis (Publicado como Čobane vrati se en Eslovenia y Croacia por Dallas Records)
- 2005 - Oprem Dobro, B92
- 2008 - Hipishizik Metafizik, PGP RTS
- 2015 - Vrh Dna,  Mascom Records

### EP
- 2008 - Yes No, Hip Son Music/Tunecore

### Álbumes en vivo
- 1993 - Kurac, Pička, Govno, Sisa, Gema & DE
- 1998 - Koncert u KUD France Prešeren, Vinilmanija
- 2004 - Bolje jedno vruće pivo nego četri ladna, Metropolis

### Recopilatorios
- 1994 - Izabrana dela, PGP RTS
- 1998 - Zbrana dela 1, Vinilmanija
- 1998 - Zbrana dela 2, Vinilmanija